# Confederation of European Data Protection Organisations
Die Confederation of European Data Protection Organisations (CEDPO) ist ein europäischer Dachverband von Datenschutzorganisationen.

## Datenschutz-Dachorganisation
Die Confederation of European Data Protection Organisations (CEDPO) wurde im September 2011 von nationalen Datenschutzorganisationen als europäischer Dachverband gegründet. Sie ist – derzeit – ein Zusammenschluss ohne explizite Rechtsform; geplant ist jedoch die Überführung der Organisation in einen Verband nach belgischem Recht mit Sitz in Brüssel. CEDPO verfolgt das Ziel, Kontakte zu europäischen Institutionen herzustellen und die Rolle des betrieblichen Datenschutzbeauftragten sowie die Harmonisierung der datenschutzrechtlichen Vorschriften innerhalb des Europäischen Wirtschaftsraumes (EWR) bzw. der Europäischen Union zu fördern.
Daneben tritt CEDPO für einen sinnvollen, vertretbaren und technisch realisierbaren Datenschutz ein (“reasonable, practicable, balanced and effective data protection”).

## Gründungsmitglieder
Die vier Gründungsmitglieder der CEDPO sind die Association Française des Correspondants à la Protection des Données à Caractère Personnel (AFCDP) aus Frankreich, die Asociación Profesional Española de Privacidad (APEP) aus Spanien, die Gesellschaft für Datenschutz und Datensicherheit (GDD) e. V. aus Deutschland und die Nederlands Genootschap van Functionarissen voor de Gegevensbescherming (NGFG) aus den Niederlanden.

## Mitglieder
Derzeitige Mitgliedsorganisationen der CEDPO sind:
- The Association of Data Protection Officers (ADPO), Irland, https://www.dpo.ie/
- Association Française des Correspondants à la Protection des Données à Caractère Personnel (AFCDP), Frankreich, https://afcdp.net
- ARGE Daten, Österreich, http://www.argedaten.at/
- Association Data Protection Officer (ASSO DPO), Italien, https://www.assodpo.it/
- Nederlands Genootschap van Functionarissen voor de Gegevensbescherming (NGFG), Niederlande, https://www.ngfg.nl
- Associação de Encarregados de Proteção de Dados (AEPD), Portugal, https://www.aepd.pt
- Asociación Profesional Española de Privacidad (APEP), Spanien, https://www.apep.es/
- Asociatia Specialistilor in Confidentialitate si Protectia Datelor (ASCPD), Rumänien, https://ascpd.ro
- Gesellschaft für Datenschutz und Datensicherheit (GDD) e.V., Deutschland, https://www.gdd.de/
- Stowarzyszenie Administratorów Bezpieczeństwa Informacji (SABI), Polen, https://sabi.org.pl/